# Viola Widegren
Ingrid Viola Widegren, född 2 maj 1931 i Sollefteå, var ett svenskt vårdbiträde, vars oförklarliga försvinnande den 5 december 1948 omtalas som mest uppmärksammade fallet i sitt slag i Sverige. Hon dödförklarades 1969, 20 år efter händelsen. 

## Biografi
Viola Widegren växte upp på en gård i Västerbränna i Helgums socken i nuvarande Sollefteå kommun. Under hösten 1948 hade hon haft ett vikariat som sjukvårdsbiträde vid Garnisonssjukhuset i Sollefteå. Den dag då hon försvann var hon på ett tillfälligt besök i föräldrahemmet, som hon lämnade efter ett gräl med fadern. Hon hade då på sig sin kappa men var barhuvad. Hon tog inte med sig sin handväska eller pengar.

## Eftersökning
När hon inte kom hem, sökte fadern efter henne i omgivningen. Han misstänkte även att hon återvänt till Sollefteå, innan han anmälde försvinnandet till polisen. Hon efterlystes sedan på radio, man gick skallgång i skogarna flera gånger, och man sökte med dykare i den närbelägna Faxälven utan att finna något.

## Hypoteser om försvinnandet
Även om uppgifterna om hennes besök i hemmet uteslutande härrör från familjen, har dessa inte ifrågasatts av polisen. Rykten har cirkulerat om att fadern dödat och grävt ner sin dotter.  För att bli rentvådd från dessa krävde fadern att man skulle gräva på alla de platser som pekats ut, något som inte genomfördes på grund av uppgifternas låga trovärdighet.
På samma sätt har det varit med uppgifter om att Viola observerats på olika platser efter försvinnandet, bland annat i Stockholm, Malmö, Spanien och i Vancouver i Kanada.
Hon skulle då ha lämnat sin hembygd utan att bli sedd och sedan skapat sig en ny tillvaro utan att röja sin verkliga identitet. Hennes far var övertygad om att hon fått hjälp av någon icke identifierad manlig bekant till att genomföra detta. Polisutredaren Janne Sundin menade däremot i en intervju 1988 att detta scenario förutsätter en mera erfaren och robust personlighet än den som är omvittnad för Viola Widegren. Han ifrågasatte också uppgiftslämnarnas trovärdighet och fann det mest troligt att hon begått självmord.
Ett alternativ till självmord är att hon omkommit och drunknat genom en olyckshändelse. I bloggen Mysterium 24 diskuteras detta. Det sätt varpå Faxälven kontinuerligt ändrar sitt lopp, skulle vidare kunna göra det möjligt för hennes kropp att försvinna spårlöst.